# Cemolobus ipomoeae
Cemolobus ipomoeae là một loài Hymenoptera trong họ Apidae. Loài này được Robertson mô tả khoa học năm 1891.

## Hình ảnh

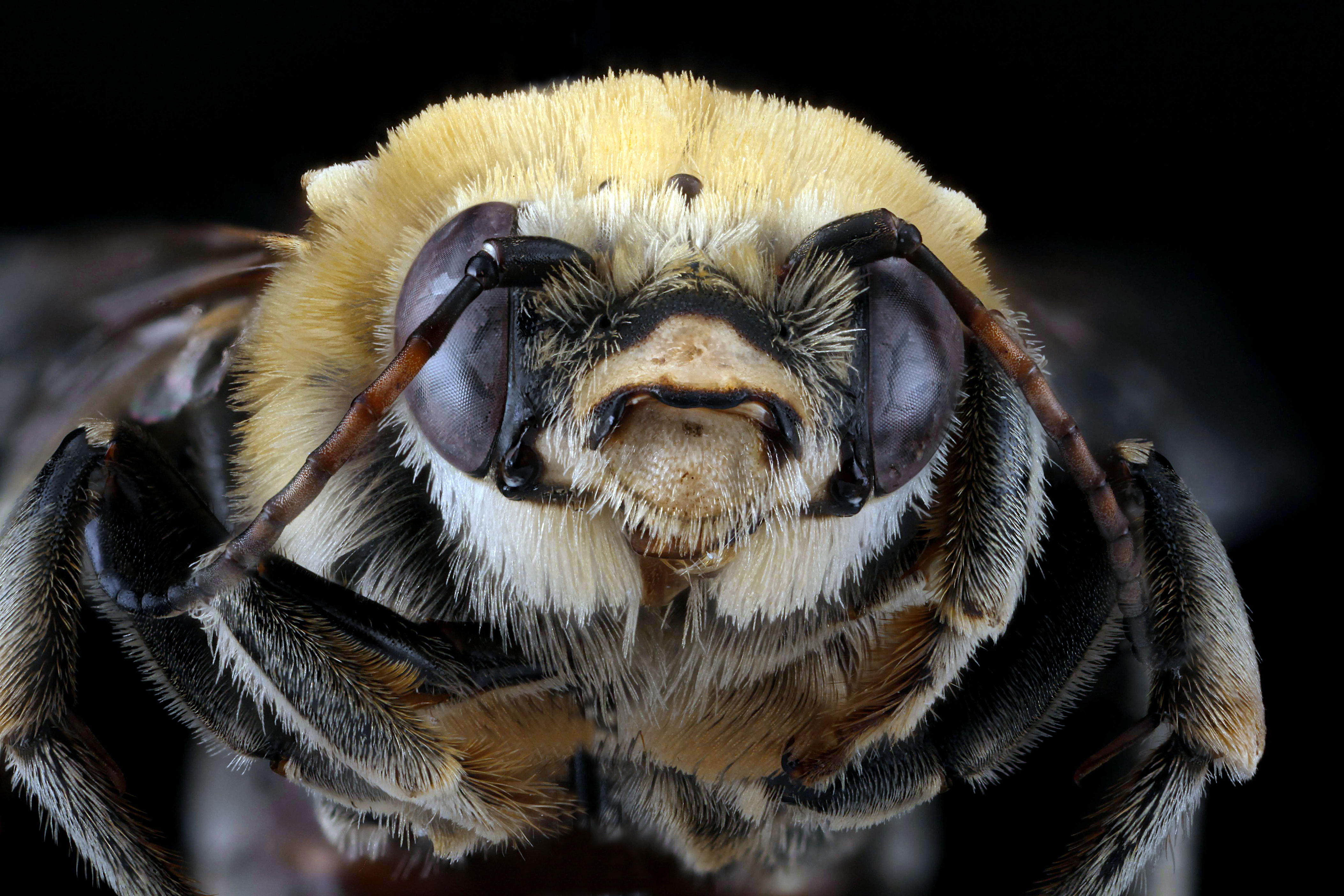